# Türkmendemirýollary

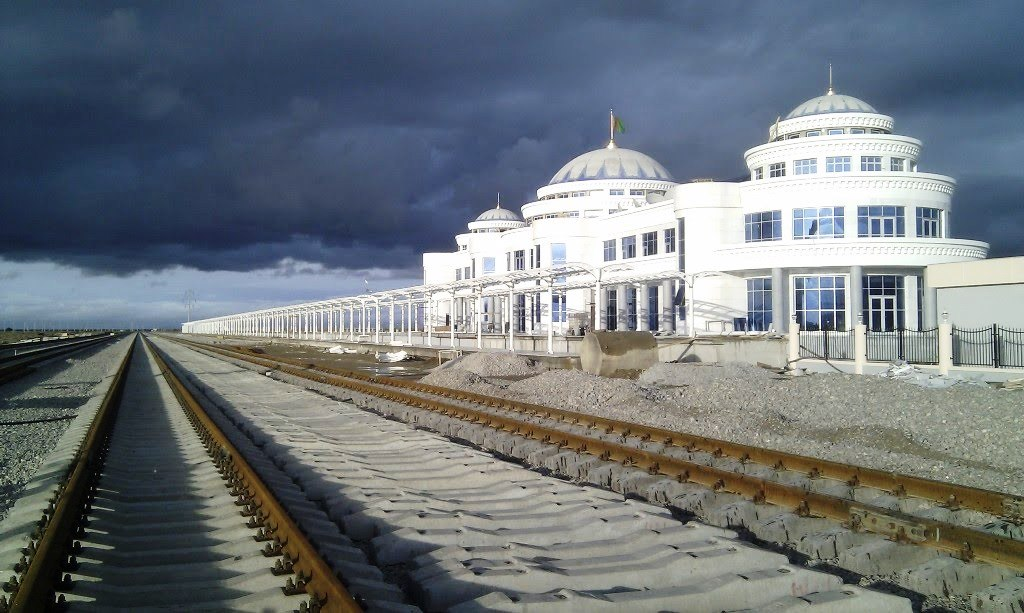
Neubau des Bahnhofs Bereket, Oktober 2013

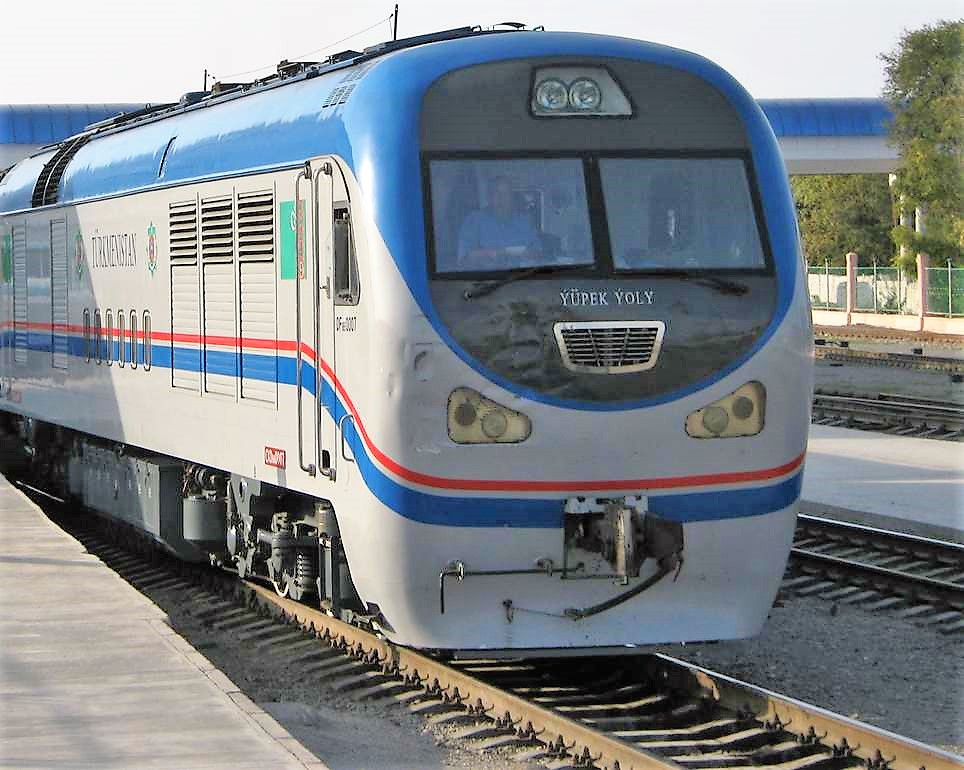
Diesellokomotive CKD9A

Türkmendemirýollary oder Türkmenistanyň Demir ýol (TDÝ, Turkmenische Eisenbahnen) ist ein turkmenisches Eisenbahnunternehmen, das als Staatsbahn unter der Leitung des Eisenbahnministeriums von Turkmenistan den überwiegenden Teil des Schienenverkehrs in Turkmenistan betreibt.

## Geschichte
Zur Vorgeschichte siehe hier.
Die TDÝ entstand nach dem Zerfall der Sowjetunion aus den Teilen der Sowjetischen Staatsbahn (SZD), die auf dem Staatsgebiet von Turkmenistan zu liegen kamen. Das waren außer dem Hauptnetz, das aus der Transkaspischen Eisenbahn zwischen dem heutigen  Türkmenbaşy und Türkmenabat sowie deren Nebenstrecken bestand, zwei mit diesem Netz nicht verbundene Inselbetriebe. Einer bestand aus einem Abschnitt der Bahnstrecke Makat–Turkmenabat im Bereich um Daşoguz mit Nebenstrecken, der andere war ein Abschnitt der Bahnstrecke Dschuma–Duschanbe, der auf turkmenischem Staatsgebiet lag.
Da am Anfang die Beziehungen zwischen den neu selbständigen Staaten im Süden der ehemaligen Sowjetunion nicht immer gut waren, kam auch der internationale – und damit der Transitverkehr zwischen Turkmenistan und Usbekistan – zeitweise zum Erliegen. Es war daher seit 1993 erklärtes Ziel Turkmenistans, die bestehenden Inselnetze miteinander zu verbinden. Das geschah durch die Bahnstrecken Türkmenabat–Kerki (1999, 203 km) und Aşgabat–Daşoguz (2006, 540 km) und kam mit Inbetriebnahme der 1,4 km langen Eisenbahnbrücke über den Amudarja zwischen Kerki und Kerkiçi (2009) zum Ziel.
Weiter wurde das Netz in die Nachbarstaaten ausgebaut. Bedeutendstes Projekt war hier die Bahnstrecke Schangaösen–Bandar-e Torkaman, die überwiegend über turkmenisches Staatsgebiet verläuft und die eine direkte Eisenbahnverbindung von Russland über Kasachstan, Turkmenistan in den Iran herstellt (700 km). Sie ging in voller Länge 2014 in Betrieb. Ein zweiter Eisenbahnübergang in den Iran bestand mit der Bahnstrecke Paharat–Sarahs bereits seit 1996 (130 km).
Die bestehende etwa zwei Kilometer nach Afghanistan hineinreichende Strecke von Serhetabat Towraghondi (Torghundi) in Afghanistan bestand seit Anfang der 1980er-Jahre. Nach dem Abzug der Sowjetunion aus Afghanistan verfiel die Anlage und wurde 2007 wieder betriebsfähig gemacht. Eine zweite Strecke nach Afghanistan, die Bahnstrecke Kerki–Andchoi (30 km) wurde Anfang 2021 eröffnet. Die Machtübernahme der Taliban im Sommer des gleichen Jahres hat den Verkehr nicht beeinträchtigt. Er war nicht einen Tag unterbrochen.

## Infrastruktur

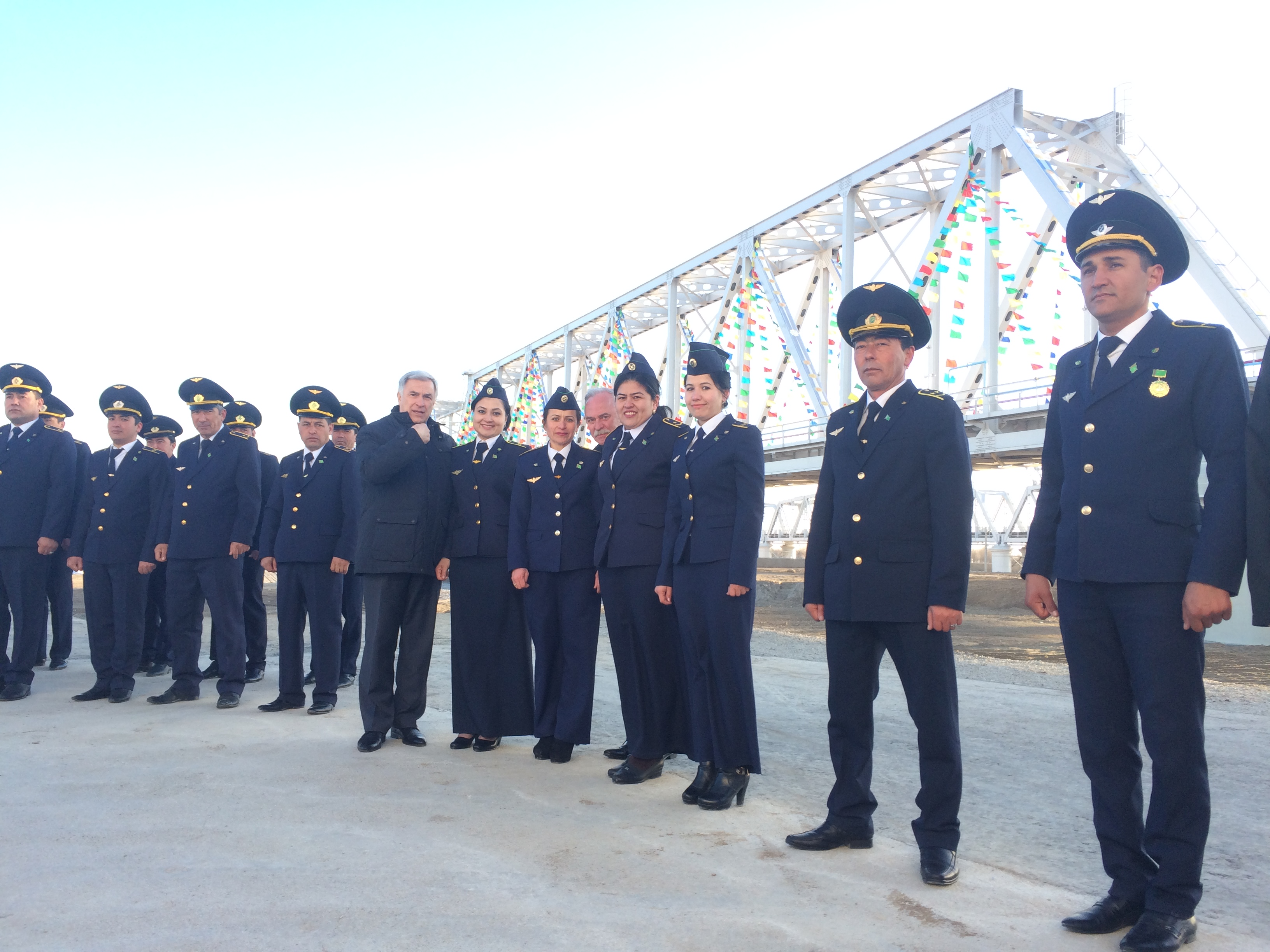
Stolze Eisenbahner präsentieren sich vor der Amudarja-Eisenbahnbrücke von 2009 zwischen Kerki und Kerkiçi im Zuge der Bahnstrecke Türkmenabat–Kerkiçi

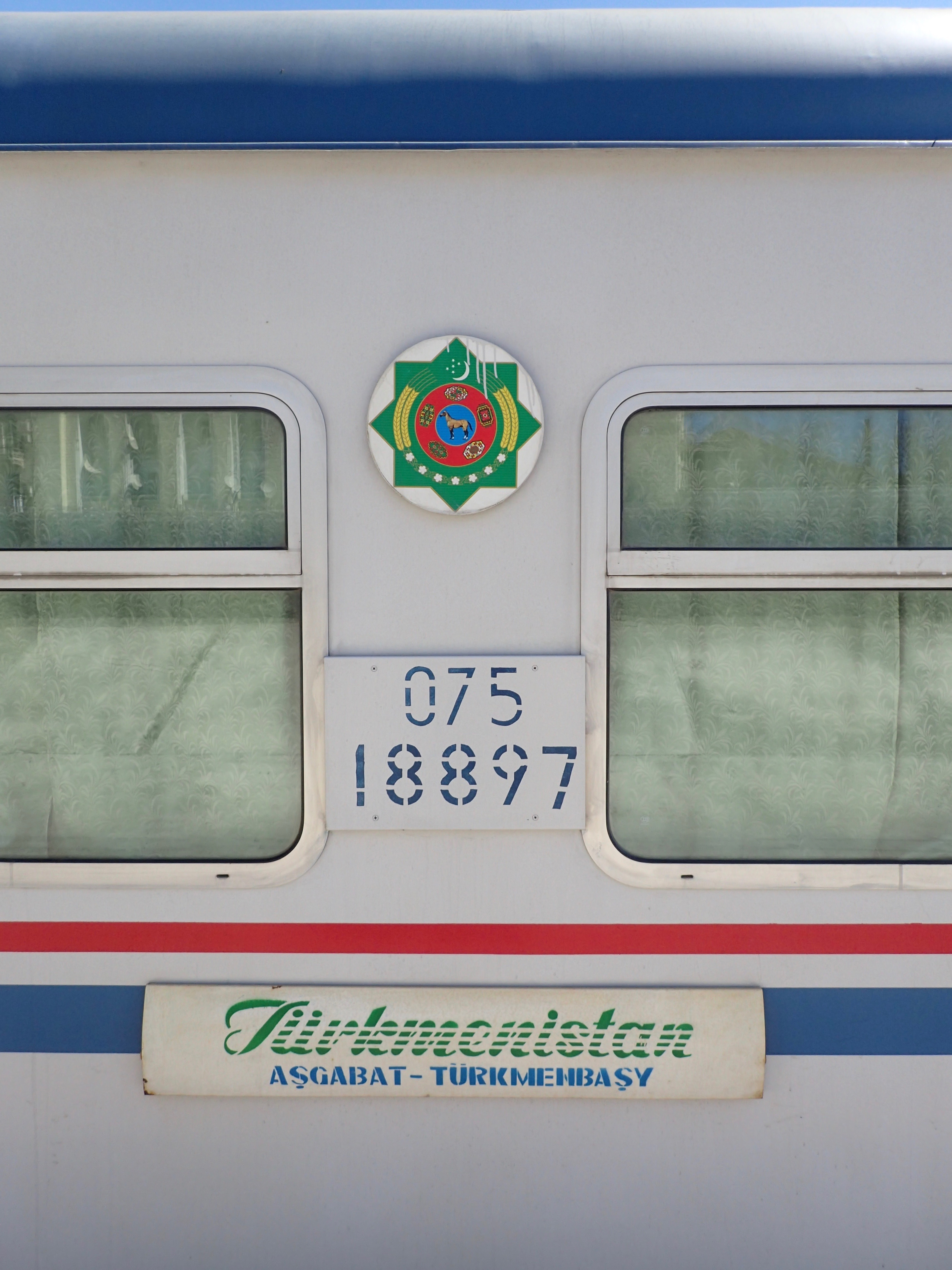
Personenzug von Aşgabat nach Türkmenbaşy

Das über 5000 km lange Streckennetz in russischer Breitspur von 1520 mm und ist nicht elektrifiziert. Der gesamte Verkehr wird mit Diesellokomotiven betrieben. Das Netz weist 345 Bahnhöfe auf.
Die wichtigste Strecke für den inländischen Verkehr ist die von West nach Ost das Land durchziehende Magistrale der Transkaspischen Eisenbahn, von der eine Reihe Strecken abzweigen. Eine weitere wichtige Strecke war in sowjetischen Zeiten die abschnittsweise im äußersten Norden des Landes verlaufende Bahnstrecke Makat–Turkmenabat, die aber heute von der usbekisch-kasachischen und drei Mal von der turkmenisch-usbekischen Grenze geschnitten wird.
Im Bahnhof Bereket, in dem sich die Transkaspische Eisenbahn und die Strecke Schangaösen–Bandar-e Torkaman kreuzen, besteht ein großes ein Bahnbetriebswerk, das 210 Diesellokomotiven pro Jahr warten kann. Das Bahnbetriebswerk in der Hauptstadt Aşgabat wurde anlässlich des Baus der Strecke Aşgabat–Daşoguz ausgebaut und komplett modernisiert.

## Schienenfahrzeuge

### Lokomotiven
2024 besaß die Bahn 218 Diesellokomotiven.
- SŽD-Baureihe 2ТЭ10[16]
- SŽD-Baureihe ТЭМ2[16]
- SŽD-Baureihe ЧМЭ3 (ChME3)[16]
- Bis zu 18 dieselelektrische Lokomotiven der KTZ-Baureihe ТЭ33А mit Drehstromantriebstechnik für den Güterzugdienst[17]
- Baureihe CKD9A (Reisezug-Diesellok von CRRC)[18]
- Baureihe CKD9C (Güterzug-Diesellok von CRRC)[19]
- Baureihe CKD6E (Rangier-Diesellok von CRRC)

Neubeschaffungen waren:
- TEP70BS und
- 2TE25KM.

Die Lokomotiven wurden bei von Firmen aus dem Konzern der Transmaschholding geliefert.

### Wagen
2024 besaß die TDÝ 467 Personenwagen. Die Zahl der Güterwagen belief sich 2024 auf 10.275.